# CVSO 30
CVSO 30 (PTFO 8-8695) — звезда типа T Тельца в созвездии Ориона на расстоянии 1200 световых лет от Солнца. Обладает, предположительно, двумя планетами (CVSO 30 b и CVSO 30 c), представляющими собой газовые гиганты. Первая звезда, планеты которой были обнаружены как с помощью метода прохождений, так и непосредственно при получении изображений. CVSO 30 принадлежит молодой звёздной группе 25 Ориона.
CVSO 30 b, предположительно, обладает периодом вращения 10,76 часов (большая полуось орбиты 0,008 а. e.) и оценкой массы 3-4 масс Юпитера, хотя в некоторых статьях оспаривается природа объекта как экзопланеты, а предполагается, например, наличие сгустка околозвёздной пыли. CVSO 30 c имеет период вращения 27000 лет (660 а. е.). Это горячий юпитер с массой не более 10 масс Юпитера (интервал оценок от 0,6 до 10,2); оценки возраста планеты не превосходят 10 миллионов лет. Объект имеет чуть более голубой цвет, чем ожидается, поскольку непрозрачность облачного покрова может снижаться с уменьшением эффективной температуры. Это первая звезда, у которой были обнаружены планеты с существенно различающимися радиусами орбит. Одной из гипотез образования такой системы является рассеяние между планетами.
Прямое изображение CVSO 30 c с массой 4.7 массы Юпитера было получено с помощью фотометрических и спектроскопических наблюдений с высоким контрастом на Очень Большом телескопе в Чили, в Обсерватории Кека на Гавайях и в обсерватории Калар-Альто в Испании. Однако цвета объекта показывают, что CVSO 30 c может быть звездой фона, например, гигантом спектрального класса K3 или субкарликом спектрального класса M: объект в десятки раз более яркий даже по сравнению с модельным субзвёздным объектом спектрального класса L0.